# Leptothorax balchashensis
Leptothorax balchashensis är en myrart som beskrevs av Arnol'di 1971. Leptothorax balchashensis ingår i släktet smalmyror, och familjen myror. Inga underarter finns listade i Catalogue of Life.